# Saint-Hilaire-d'Ozilhan
Saint-Hilaire-d'Ozilhan is een gemeente in het Franse departement Gard (regio Occitanie). De plaats maakt deel uit van het arrondissement Nîmes. Saint-Hilaire-d'Ozilhan telde op 1 januari 2022 1.115 inwoners.

## Geografie
De oppervlakte van Saint-Hilaire-d'Ozilhan bedroeg op 1 januari 2022 16,66 vierkante kilometer; de bevolkingsdichtheid was toen 66,9 inwoners per km².

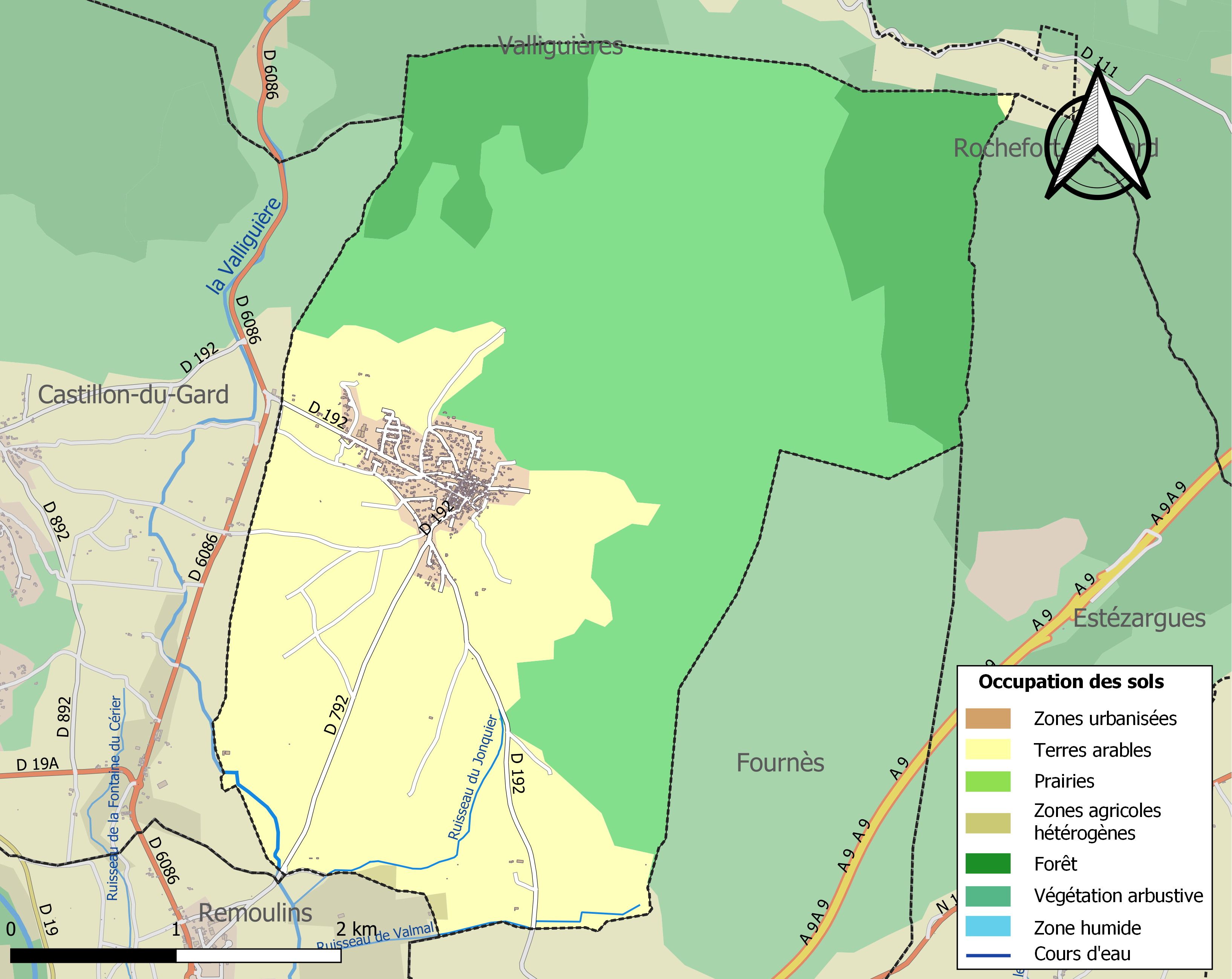
Kaart van de gemeente met belangrijkste infrastructuur, bodemgebruik en omliggende gemeenten

## Demografie
Onderstaande figuur toont het verloop van het inwonertal (bron: INSEE-tellingen).